# Старий Шукстелім
Старий Шукстелі́м (рос. Старый Шукстелим, ерз. Сире Шукстельме) — присілок у складі Темниковського району Мордовії, Росія. Входить до складу Бабеєвського сільського поселення.
Населення — 32 особи (2010; 37 у 2002).
Національний склад (станом на 2002 рік):
- мокшани — 100 %